# 만국 우편 연합

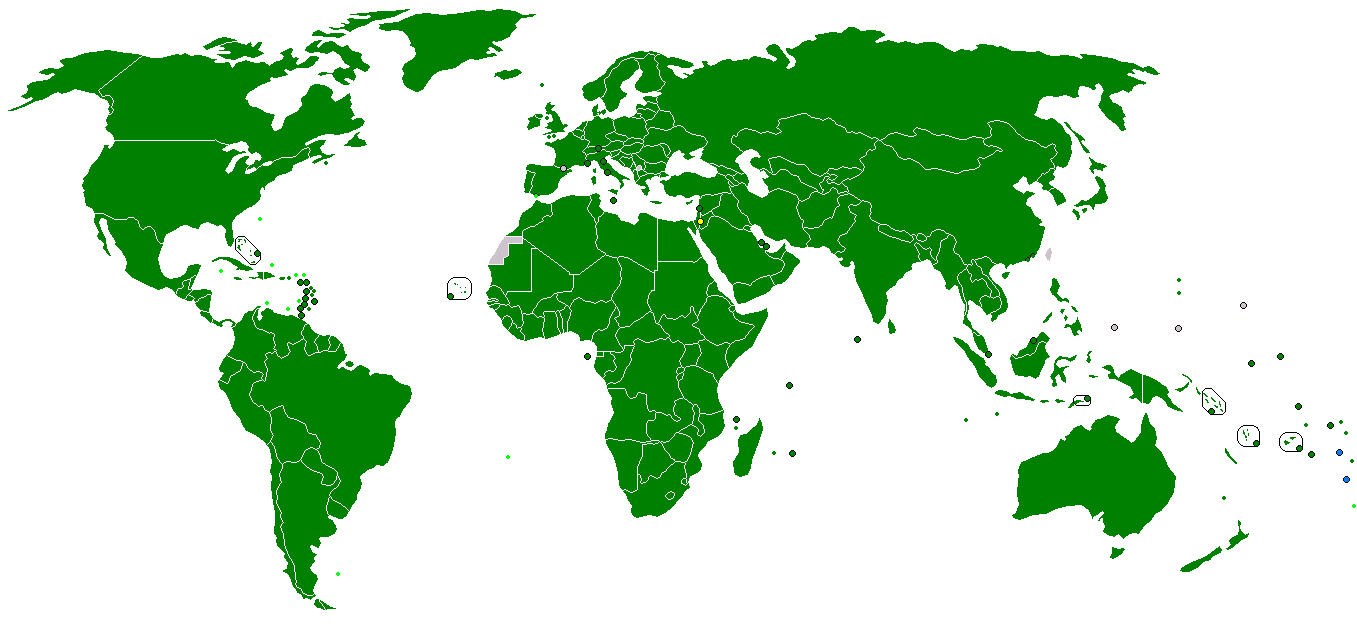
만국 우편 연합 회원국

만국우편연합(萬國郵便聯合, 영어: Universal Postal Union, UPU, 프랑스어: Union postale universelle, 문화어: 만국우편동맹)은 우편물에 대한 유엔 산하의 국제 기구이다. 본부는 스위스 베른에 있다.

## 개요
만국우편연합은 회원국 간의 우편 업무를 조정하고 국제 우편 제도를 관장한다. 가장 오래된 유엔의 전문 기관의 하나이며, 1874년 10월 9일 국제 우편 조약에 의해 설립되었다. 만국우편연합의 설립에 따라 다음 세 가지가 합의되었다.
- 지구상의 거의 모든 지역에서 고정 가격에 가까운 형태로 우편물을 보낼 것.
- 국제 우편, 국내 우편(국내 우편물) 모두 같은 취급을 할 것.
- 국제 우편 요금은 해당 국가에서 징수하여 사용할 수 없다.

특히 우표를 붙인 우편물은 어느 나라의 우표도 국제적으로 통용하는 만국우편 연합헌장(UPU 헌장)으로 정하고 있다. 또한 국제 답변 우표 티켓 발급 업무 등을 하고 있다.

## 역사
독일의 주창으로 1874년 22개국이 참가한 가운데 스위스 베른에서 '국제우편조약(Berne Treaty)'을 체결함과 동시에 '일반우편연합(Union Generale des Postes)'이 설립되었는데, 이것이 UPU의 기원이다. 1878년 파리에서 개최된 UGP 제2차 총회는 문호를 완전개방함으로써 보편화가 이루어졌고 명칭도 현재의 UPU로 변경되었다.
1947년 5월 파리 총회에서 국제우편조약을 대신하는 '만국우편협약 및 부속협정'이 채택되었으며 이후 수차의 개정을 거쳐 1964년 5월 빈 총회에서는 조직에 영속성과 안정성을 부여하고 법제합리화를 도모하기 위한 대개편 작업이 이루어져 '만국우편 연합헌장(Consitution of UPU) 및 만국우편연합 일반규칙(general Provisions of UPU)'이 제정되었다.
UPU의 설립목적은 '우정사업의 효과적인 운영에 의하여 각국 국민간의 통신연락을 증진하고, 사회·문화·경제 분야에서 국제협력이라는 숭고한 목적 달성에 공헌하기 위함'이며, UPU에 의한 세계단일 우편영역 형성과 '통과의 자유' 원칙을 기초로 각종 사업·계획이 수행되고 있다. 상설기관으로 총회·주관청회의·집행이사회·우편연구 자문이사회·특별위원회·국제사무국이 있으며, 그 아래 보조·부속기관을 설치하고 있는데 회원국 가입·탈퇴절차는 스위스 정부에 의해 대행되나 사실상 문호는 전면 개방되어 있다.
만국 우편 연합은 2019년 1월 현재 192개 회원국을 두고 있다. 안도라, 마셜 제도, 미크로네시아 연방, 팔라우는 회원국으로 활동하지 않고 있다. 만국 우편연 합의 공식 언어는 프랑스어이지만, 영어를 비롯한 기타 언어도 작업에 이용되고 있다.
한국은 1897년 6월에 미국 워싱턴 D.C.에서 열린 제5차 만국 우편 연합 총회에서 대한제국 정부가 대표를 파견하여 가입 신청서를 제출했고, 1900년 1월 1일에 정식 가입했다. 그러나 1910년 8월 29일에 한일 병합과 함께 일본 제국의 지배를 받게 되면서 자격이 정지되었는데, 광복 이후인 1949년 12월 17일에 대한민국이란 이름으로 다시 재가입해서 이어받아 대한제국의 회원자격을 전신으로 계승하였다. 그래서 대한민국의 만국 우편 연합 가입일은 1900년 1월 1일이다. 한편, 조선민주주의인민공화국은 1974년 6월 6일에 새로 가입하였다.

## 같이 보기
- 나라별 우편 목록
- 국제 우편